# Acceso directo
En informática, un acceso directo de archivo es una referencia abstracta a un recurso en una interfaz de usuario que permite al usuario encontrar un archivo o recurso ubicado en un directorio o carpeta diferente del lugar donde se encuentra el acceso directo. De manera similar, un acceso directo a Internet le permite al usuario abrir una página, archivo o recurso ubicado en una ubicación remota de Internet o en un sitio web.
El acceso directo es un concepto usado en los sistemas operativos Microsoft Windows para referirse a un fichero u objeto que contiene instrucciones que redirigen a otro fichero del sistema de ficheros o a un lugar de la red. Está representado por un ícono con una flecha en la parte inferior del lado izquierdo del ícono.
Los accesos directos se implementan típicamente como un pequeño archivo que contiene un URI o GUID de destino para un objeto, o el nombre de un archivo de programa de destino que representa el atajo. El acceso directo también puede especificar parámetros para pasar al programa de destino cuando se ejecuta. Cada atajo puede tener su propio ícono. Los accesos directos se suelen colocar en un escritorio, en un panel de iniciador de aplicaciones como el menú Inicio de Microsoft Windows o en el menú principal de un entorno de escritorio. El equivalente funcional en el sistema operativo Macintosh se llama alias, y un enlace simbólico (o symlink) en sistemas tipo UNIX.

## Microsoft Windows
Los accesos directos a archivos (también conocidos como shell links [enlaces de shell]) se introdujeron en Windows 95. Microsoft Windows usa .lnk como la extensión de nombre de archivo para accesos directos a archivos locales, y .URL para accesos directos a archivos remotos, como páginas web. Comúnmente conocidos como "accesos directos" o "archivos de enlace", ambos se muestran con un ícono de superposición de flecha curvada de forma predeterminada y sin extensión de nombre de archivo. (La extensión permanece oculta en el Explorador de Windows incluso cuando "Ocultar las extensiones de archivo para tipos de archivo conocidos" está desmarcada en Opciones de tipo de archivo, porque está controlada por la opción NeverShowExt en HKEY_CLASSES_ROOT\lnkfile en el registro. La opción IsShortcut hace que se muestre la flecha.) Los archivos de acceso directo se pueden usar para iniciar programas en estados de ventana minimizados o maximizados si el programa lo admite.
Los archivos .lnk de Microsoft Windows funcionan como extensiones del Explorador de Windows, en lugar de extensiones de sistema de archivos. Como una extensión de shell, los archivos .lnk no se pueden usar en lugar del archivo, excepto en el Explorador de Windows, y tienen otros usos en el Explorador de Windows además de utilizarse como un acceso directo a un archivo local (o GUID). Estos archivos también comienzan con "L".
Aunque los accesos directos, cuando se crean, apuntan a archivos o carpetas específicos, pueden romperse si el objetivo se mueve a otra ubicación. Cuando se abre un archivo de acceso directo que apunta a un objetivo inexistente, el explorador intentará reparar el acceso directo. Las versiones de Windows basadas en Windows 9x usan un algoritmo de búsqueda simple para arreglar accesos directos rotos. En los sistemas operativos basados en Windows NT y el sistema de archivos NTFS, el identificador único del objeto de destino se almacena en el archivo de acceso directo y Windows puede usar el servicio Seguimiento de enlace distribuido para rastrear los destinos de los accesos directos, para que el acceso directo sea silencioso actualizado si el objetivo se mueve a otro disco duro. Windows Installer, introducido en Windows 2000, agregó otro tipo especial de accesos directos llamado "Accesos directos publicitados".
Los accesos directos de archivo en Windows pueden almacenar un directorio actual además de la ruta de destino. Las variables de entorno se pueden usar. Se puede definir una tecla de acceso rápido en las propiedades del acceso directo para los accesos directos que se encuentran en las carpetas del menú Inicio, fijados a la barra de tareas o al escritorio. En Windows 2000 en adelante, los accesos directos a archivos pueden almacenar comentarios que se muestran como información sobre herramientas cuando el mouse se desplaza sobre el acceso directo.
En general, el efecto de hacer doble clic en un acceso directo pretende ser el mismo que hacer doble clic en la aplicación o documento al que hace referencia, pero los accesos directos de Windows contienen propiedades separadas para el archivo de destino y el directorio "Iniciar en". Si no se ingresa el último parámetro, intentar usar el acceso directo para algunos programas puede generar errores de "DLL faltante" que no están presentes cuando se accede directamente a la aplicación.
Los enlaces del sistema de archivos también se pueden crear en sistemas Windows (Vista y versiones posteriores). Sirven una función similar, aunque son una característica del sistema de archivos. Los accesos directos de Windows son archivos y funcionan independientemente del sistema de archivos, a través del explorador de Windows.
A partir de Windows 7, algunos accesos directos también almacenan la ID de modelo de usuario de aplicación (AppUserModelID). En lugar de la línea de comando de destino, AppUserModelIDs se puede usar directamente para iniciar aplicaciones. Los accesos directos con AppUserModelIDs son utilizados por algunos programas de escritorio y todas las aplicaciones WinRT moderno / Plataforma Universal de Windows (UWP) para lanzamiento.
Aunque Windows no proporciona herramientas convenientes para crearlo, el Explorador de windows admite un «enlace de carpeta» o «carpeta de enlace de shell»: una carpeta con el conjunto de atributos del sistema, que contiene un archivo oculto «desktop.ini» (personalización de carpetas) que le dice al Explorador que busque en la misma carpeta un archivo de acceso directo «target.lnk» apuntando a otra carpeta. Cuando se ve en el Explorador, la carpeta del enlace de shell parece tener los contenidos de la carpeta de destino, es decir, la carpeta personalizada se convierte en el atajo efectivo. La llegada de los enlaces del sistema de archivos en Windows Vista y posteriores ha hecho que las carpetas de enlaces de shell sean menos útiles.
Hay otro tipo de archivo que es similar a un archivo ".lnk", pero tiene la extensión ".cda". Este se utiliza para hacer referencia a una pista (canción) en un CD (en formato estándar CDDA / RedBook).

## UNIX
En Unix, Linux y otros sistemas operativos similares, existen los conceptos de enlace duro y enlace simbólico. El primero es un nombre y ubicación para un mismo fichero, mientras que el segundo es un archivo especial cuyo contenido es una ruta a otra ubicación.  
Algunos entornos de escritorio para sistemas operativos tipo Unix, como GNOME o KDE, proporcionan archivos .desktop de freedesktop.org. Se pueden usar para apuntar a archivos, carpetas y aplicaciones locales o remotas.

### Lista de gestores de ventanas X que admiten accesos directos .desktop
Los siguientes son algunos de los gestores de ventanas para X Window System que admiten el uso de iconos de acceso directo en el escritorio:
- 4Dwm
- aewm++
- cwm
- dwm
- ecomorph
- epiwm
- fpcbol
- ion2
- KWin
- Metacity
- Window Maker
- Xfce

## Mac
Las versiones de Mac OS desde la 7 hasta la 8.1 mantienen un concepto similar llamado alias, que el usuario distingue de otros ficheros normales por su nombre en cursiva. En Mac OS 8.5, se añade otra marca, una "flecha de alias", de color negro sobre un pequeño recuadro blanco, similar a los usados en Microsoft Windows.
En Mac OS X, los nombres de alias ya no están en cursiva, pero la flecha se conserva. 
Los alias son similares en forma y concepto a los enlaces simbólicos de UNIX, sólo que estos son más flexibles. Un alias conserva su referencia dinámica a un objeto y no tiene que especificarse incluso al llamar archivos en servidores remotos.
Además, se pueden crear enlaces simbólicos dentro del subsistema Unix. El navegador Safari tiene su propio formato basado en la lista de propiedades, .webloc, para almacenar las URL de Internet.